# لنین مورنو
لنین بولتر مورنو گارسز (متولد ۱۹ مارس ۱۹۵۳) سیاستمدار اکوادوری و رئیس جمهور فعلی این کشور از سال ۲۰۱۷ است. او از سال ۲۰۰۷ به ۲۰۱۳ در دوره ریاست جمهوری رافائل کوریا به عنوان معاون رئیس جمهوری فعالیت کرد. انتخاب او به عنوان معاون رئیس جمهور قابل توجه بود چرا که به عنوان یک پاراپلژی مورنو یکی از معدود رهبران ملی معلول در جهان است. او به خاطر حمایت خود را از افراد معلول نامزد دریافت جایزه سال ۲۰۱۲ جایزه صلح نوبل شد.